# Xiaozheyi

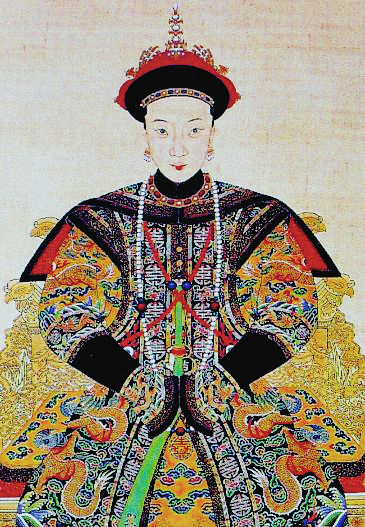
Posthumes Staatsporträt

Kaiserin Xiaozheyi (孝哲毅皇后, * 25. Juli 1854; † 27. März 1875) aus dem Arute-Klan (auch: Alute-Klan u. ä.) war der posthume Ehrenname der Hauptfrau des Qing-Kaisers Tongzhi, mit dem sie im Herbst 1872 verheiratet wurde (das genaue Datum ist umstritten). Als dieser am 12. Januar 1875 mit 18 Jahren kinderlos verstarb, wurde sie als (de facto ehemalige) Kaiserin Jiashun (嘉順皇后) geehrt.

## Kindheit
Der Arute-Klan gehörte zunächst dem Blauen Banner, später dem Gerahmten Gelben Banner an und war mongolischen Ursprungs. Über das Leben der Kaiserin ist wenig bekannt, und vor allem in der westlichen Literatur kursieren zahlreiche Gerüchte darüber. Sie stammte aus einer Familie, die etliche Beamtengelehrte hervorgebracht hatte, ihre Mutter war eine Kusine von Kaiserinwitwe Ci’an. Ihr Geburtsname ist nicht bekannt. Infolge ihrer Herkunft war sie außergewöhnlich gebildet, sie verfasste Gedichte und war bekannt für ihre linkshändige (zuŏ) Kalligraphie (zuŏ bedeutet metaphorisch auch: unorthodox, eigenwillig).

## Verheiratung mit Kaiser Tongzhi
Tongzhi war der leibliche Sohn der Konkubine Yi und des vorigen Kaisers Xianfeng, dessen Hauptfrau die Kaiserin Zhen war. Yi und Zhen wurden nach dem Tod des Kaisers 1861 zu Kaiserinwitwen erhoben und mit den Namen Cixi bzw. Ci’an geehrt. Neuer Kaiser wurde der erst fünfjährige Zaichun, dessen Ära unter die Devise Tongzhi gestellt wurde. Nach dem Xinyou-Staatsstreich von 1861 wurden die beiden Kaiserinwitwen gemeinsam Regentinnen für den minderjährigen Kaiser, der mit Beginn des Jahres 1873 volljährig wurde und selbst regieren sollte. Im Herbst des Vorjahres bestimmten formell einvernehmlich die beiden Kaiserinwitwen für ihn die Kaiserin und vier Konkubinen, nämlich:
- Arute zur Kaiserlichen Gemahlin, sie wurde von nun an offenbar lediglich Kaiserin (皇后, Huánghòu) ohne weitere Bezeichnung genannt

- Hui (慧妃, Hui Fei, von 1874 an Shushen, 1859–1904) zur Konkubine 4. Ranges (Fei)
- Xun (珣嬪, Xun Pin, posthum Gongsu, 1857–1921) und
- Yu (瑜嬪, Yu Pin, posthum Xianzhe, 1856–1932) jeweils zu Konkubinen 5. Ranges (Pin) sowie
- Jin (瑨貴人, Jin Guiren, posthum Dunhui, 1856–1933) zur Konkubine 6. Ranges (Guiren).[2]

Es ist wahrscheinlich, dass Ci’an bei der Wahl der Kaiserin ihre Verwandte protegierte und durchsetzte. Dass Tongzhi selbst Lady Arute zur Kaiserin erwählt habe, nachdem jede der Kaiserinwitwen ihm eine Kandidatin vorgeschlagen hätte, dürfte eine von westlichen vulgärromantischen Vorstellungen inspirierte Erfindung sein.

## Kaiserin
Allem Anschein nach kam es bald zu Rangstreitigkeiten und Auseinandersetzungen zwischen Cixi und der Kaiserin. In der Geschichte der Qing-Dynastie gab es erst einen vergleichbaren Fall, nämlich als dem Shunzhi-Kaiser der noch minderjährige Kangxi folgte. Damals gab es aber einen Regentschaftsrat, die Kaiseringroßwitwe (Kangxis Großmutter) und die Kaiserinwitwen spielten keine Rolle. Überhaupt gab es in der Geschichte Chinas erst wenige Regentinnen für ihre Söhne, und das lag weit in der Vergangenheit: Zu erwähnen sind Zhangde, Deng Sui, Shunlie und Huansi während der Han-Dynastie im 1. und 2. Jahrhundert n. Chr. Die Frage war nun: wer durfte den höheren Rang für sich beanspruchen, die „amtierende“ Kaiserin, hochgebildet und möglicherweise durchaus ambitioniert, oder die Kaiserinwitwen oder von diesen nur Ci’an als ehemalige Kaiserin? Wie dieser Konflikt ausgetragen und ggf. welche Lösung dafür gefunden wurde, darüber gibt es keine belastbaren Zeugnisse und ist demzufolge Gegenstand zahlreicher Spekulationen. Solange Tongzhi keinen Nachfolger gezeugt hatte, musste sich die Kaiserin mit einer untergeordneten Rolle abfinden. Angeblich machte Cixi ihrem Sohn Vorhaltungen, weil dieser seine Konkubinen gegenüber der Kaiserin vernachlässigt hätte. Das erscheint insofern plausibel, als es die Position Cixis verschlechtert und im Gegenzug die der Kaiserin wesentlich verbessert hätte, wenn diese selbst einen Thronfolger geboren hätte und nicht eine der Konkubinen. Hartnäckig halten sich auch Gerüchte, die besagen, dass sich Tongzhi bereits in früher Jugend mit Hilfe von Eunuchen und anderen Prinzen aus dem Palast geschlichen habe, um Bordelle zu besuchen. Dass man versucht hätte, über solche Eskapaden Stillschweigen zu bewahren, besagt nicht, dass es tatsächlich so war. Zu diversen Spekulationen gab auch eine Personalie Anlass: Im Sommer 1873 wurde Prinz Gongs Sohn Zaicheng, der wahrscheinlich ein enger Vertrauter des Kaisers war, von einem Prinzen dritten zu einem vierten Grades degradiert, einen Monat später erhielt seinen höheren Rang zurück.
Im Dezember 1874 erkrankte Tongzhi schwer, wahrscheinlich an den Pocken, und er bat die Kaiserinwitwen, erneut die Regentschaft zu übernehmen. Ob er dies aus eigenem Antrieb tat oder hierzu gedrängt oder gar gezwungen wurde, und wenn ja, von wem, ist nicht geklärt. Die Kaiserinwitwen erhoben – angeblich aufgrund von Anzeichen der Genesung – am 23. Dezember die Konkubine Hui zur Konkubine 1. Ranges und damit zur stellvertretenden Kaiserin, sie erhielt nun den Namen Shushen, die anderen drei um jeweils einen Rang. Am 12. Januar 1875 starb Tongzhi im Alter von nur achtzehn Jahren ohne Nachkommen. Da er keinen Sohn hatte, stellte sich die Frage der Nachfolge. Alle männlichen Abkömmlinge einer Generation der Kaiserfamilie erhielten bei ihrem Geburtsnamen dieselbe erste Silbe, Tongzhi gehörte der Generation Zai an. Für die den Riten entsprechende Ahnenverehrung war es eigentlich erforderlich, dass sein Nachfolger der folgenden Generation Pu angehörte. Einen direkten Nachfahren Daoguangs aus dieser Generation gab es jedoch noch nicht, und an einem Ende der Qing-Dynastie hatte niemand am Kaiserhof Interesse. So adoptierten die beiden Kaiserinwitwen Tongzhis erst dreijährigen Vetter Zaitian, den einzigen Sohn von Prinz Chun und einer Schwester von Cixi. Die Kaiserinwitwen übernahmen erneut die gemeinsame Vormundschaft für den minderjährigen Kaiser, dessen Regierung unter die Devise Guangxu (光緒, glanzvolles oder ruhmreiches Werk) gestellt wurde. Weil die Kaiserin bei all diesen Vorgängen keine sichtbare Rolle spielte, muss man annehmen, dass sie mehr oder weniger kaltgestellt war. Gleichwohl erhielt sie nun den Ehrennamen Kaiserin Jiashun (嘉順皇后), deutsch etwa lobenswerte gehorsame Kaiserin, vielleicht eine Anerkennung dafür, dass sie sich in ihr Schicksal gefügt hatte. Der Titel einer Kaiserinwitwe (皇太后, Huangtaihou) wurde ihr versagt, da Tongzhi keine Kinder und damit keinen Nachfolger gezeugt hatte.

## Tod
Kaiserin Jiashun starb nur wenige Monate später, am 27. März 1875. Offiziell ist sie eines natürlichen Todes gestorben, aber manche meinen, dass sie sich zu Tode hungerte, sei es „freiwillig“ auf Geheiß ihres Vaters (Jung) oder Cixis (Bland/Backhouse, Warner u. a.), andere, dass sie mit Opium oder Goldstaub vergiftet wurde, womöglich im Auftrag von böswilligen Manchu-Prinzen (so Seagrave). Auch wenn der Großtutor Weng Tonghe in seinen Tagebüchern berichtet, dass die Kaiserin schon seit geraumer Zeit krank gewesen sei, ist es möglich, dass sie Selbstmord beging, aber wenn, dann wohl vor allem deswegen, weil der Kaiser kinderlos geblieben ist und sie dafür aufgrund ihres konfuzianischen Ethos die Schuld auf sich nahm. Außerdem mag die Aussicht auf eine langweilige, nur geduldete Existenz in der Verbotenen Stadt, die sie nie mehr hätte verlassen dürfen, eine Rolle gespielt haben. Dass sie schwanger war, wie zuerst Bland/Backhouse sowie nach ihnen Warner, Spence und Seagrave behaupten, ist sehr unwahrscheinlich, denn über die Kontakte des Kaisers mit der Kaiserin und den Konkubinen wurde genau Buch geführt und im Fall einer Schwangerschaft sofort ein Katalog an Maßnahmen ergriffen. Nichts davon ist in den Hofannalen überliefert.
Posthum wurde sie als Kaiserin Xiaozheyi (孝哲毅皇后, deutsch etwa ergebene weise standhafte Kaiserin) geehrt.